# Welsh Cup
Welsh Cup är en fotbollsturnering i Wales, segraren kvalificerar sig för UEFA-cupen.
Cupen organiseras av Football Association of Wales och den har spelats varje säsong sedan 1877/1878 (förutom under de två världskrigen). Vinnaren kvalificerar sig för spel i UEFA-cupen nästa säsong, innan 1999 kvalificerade sig vinnarna för spel i Cupvinnarcupen.
Fram till 1995 kunde engelska lag nära gränsen till Wales delta i Welsh Cup (men de kunde inte kvalificera sig för spel i Cupvinnarcupen i fotboll genom att vinna tävlingen). Sedan 1995 får bara klubbar som spelar i walesiska ligasystemet delta i Welsh Cup. Den här regeln utesluter de sex walesiska klubbar som spelar i det engelska ligasystemet: Cardiff City, Swansea City, Wrexham (sista vinnaren bland de walesiska lagen som spelar i England, 1995), Newport County, Merthyr Tydfil och Colwyn Bay.
Det sista engelska laget som vann Welsh Cup var Hereford United 1990.

## Finalresultat i Welsh Cups sedan säsongen 1877/1878
| Säsong    | Vinnare                 | Resultat            | -                       |
| --------- | ----------------------- | ------------------- | ----------------------- |
| 1877–1878 | Wrexham                 | 1–0                 | Druids                  |
| 1878–1879 | Newtown White Stars     | 1–0                 | Wrexham                 |
| 1879–1880 | Druids                  | 2–1                 | Ruthin                  |
| 1880–1881 | Druids                  | 2–0                 | Newtown White Stars     |
| 1881–1882 | Druids                  | 5–0                 | Northwich Victoria      |
| 1882–1883 | Wrexham                 | 1–0                 | Druids                  |
| 1883–1884 | Oswestry White Stars    | 0–0                 | Druids                  |
| Omspel    | Oswestry White Stars    | 1–0                 | Druids                  |
| 1884–1885 | Druids                  | 1–1                 | Oswestry White Stars    |
| Omspel    | Druids                  | 3–1                 | Oswestry White Stars    |
| 1885–1886 | Druids                  | 4–0                 | Newtown                 |
| 1886–1887 | Chirk AAA               | 2–1                 | Davenham                |
| 1887–1888 | Chirk AAA               | 5–0                 | Newtown                 |
| 1888–1889 | Bangor                  | 2–1                 | Northwich Victoria      |
| 1889–1890 | Chirk AAA               | 1–0                 | Wrexham                 |
| 1890–1891 | Shrewsbury Town         | 5–2                 | Wrexham                 |
| 1891–1892 | Chirk AAA               | 2–1                 | Westminster Rovers      |
| 1892–1893 | Wrexham                 | 2–1                 | Chirk AAA               |
| 1893–1894 | Chirk AAA               | 2–0                 | Westminster Rovers      |
| 1894–1895 | Newtown                 | 3–2                 | Wrexham                 |
| 1895–1896 | Bangor                  | 3–1                 | Wrexham                 |
| 1896–1897 | Wrexham                 | 2–0                 | Newtown                 |
| 1897–1898 | Druids                  | 1–1                 | Wrexham                 |
| Omspel    | Druids                  | 2–1                 | Wrexham                 |
| 1898–1899 | Druids                  | 2–2                 | Wrexham                 |
| Omspel    | Druids                  | 1–0                 | Wrexham                 |
| 1899–1900 | Aberystwyth             | 3–0                 | Druids                  |
| 1900–1901 | Oswestry United         | 1–0                 | Druids                  |
| 1901–1902 | Wellington Town         | 1–0                 | Wrexham                 |
| 1902–1903 | Wrexham                 | 8–0                 | Aberaman Athletic       |
| 1903–1904 | Druids                  | 3–2                 | Aberaman Athletic       |
| 1904–1905 | Wrexham                 | 3–0                 | Aberaman Athletic       |
| 1905–1906 | Wellington Town         | 3–2                 | Whitchurch              |
| 1906–1907 | Oswestry United         | 2–0                 | Whitchurch              |
| 1907–1908 | Chester                 | 3–1                 | Connah's Quay & Shotton |
| 1908–1909 | Wrexham                 | 1–0                 | Chester                 |
| 1909–1910 | Wrexham                 | 2–1                 | Chester                 |
| 1910–1911 | Wrexham                 | 6–0                 | Connah's Quay & Shotton |
| 1911–1912 | Cardiff City            | 0–0                 | Pontypridd              |
| Omspel    | Cardiff City            | 3–0                 | Pontypridd              |
| 1912–1913 | Swansea Town            | 0–0                 | Pontypridd              |
| Omspel    | Swansea Town            | 1–0                 | Pontypridd              |
| 1913–1914 | Wrexham                 | 0–0                 | Llanelli                |
| Omspel    | Wrexham                 | 3–0                 | Llanelli                |
| 1914–1915 | Wrexham                 | 1–1                 | Swansea Town            |
| Omspel    | Wrexham                 | 1–0                 | Swansea Town            |
| 1915–1919 | Första världskriget     | Första världskriget | Första världskriget     |
| 1919–1920 | Cardiff City            | 2–1                 | Wrexham                 |
| 1920–1921 | Wrexham                 | 1–1                 | Pontypridd              |
| Omspel    | Wrexham                 | 3–1                 | Pontypridd              |
| 1921–1922 | Cardiff City            | 2–0                 | Ton Pentre              |
| 1922–1923 | Cardiff City            | 3–2                 | Aberdare Athletic       |
| 1923–1924 | Wrexham                 | 2–2                 | Merthyr Tydfil          |
| Omspel    | Wrexham                 | 1–0                 | Merthyr Tydfil          |
| 1924–1925 | Wrexham                 | 3–1                 | Fflint                  |
| 1925–1926 | Ebbw Vale               | 3–2                 | Swansea Town            |
| 1926–1927 | Cardiff City            | 2–0                 | Rhyl                    |
| 1927–1928 | Cardiff City            | 2–0                 | Bangor City             |
| 1928–1929 | Connah's Quay & Shotton | 3–0                 | Cardiff City            |
| 1929–1930 | Cardiff City            | 0–0                 | Rhyl                    |
| Omspel    | Cardiff City            | 4–2                 | Rhyl                    |
| 1930–1931 | Wrexham                 | 7–0                 | Shrewsbury Town         |
| 1931–1932 | Swansea Town            | 1–1                 | Wrexham                 |
| Omspel    | Swansea Town            | 2–0                 | Wrexham                 |
| 1932–1933 | Chester                 | 2–0                 | Wrexham                 |
| 1933–1934 | Bristol City            | 1–1                 | Tranmere Rovers         |
| Omspel    | Bristol City            | 3–0                 | Tranmere Rovers         |
| 1934–1935 | Tranmere Rovers         | 1–0                 | Chester                 |
| 1935–1936 | Crewe Alexandra         | 2–0                 | Chester                 |
| 1936–1937 | Crewe Alexandra         | 1–1                 | Rhyl                    |
| Omspel    | Crewe Alexandra         | 3–1                 | Rhyl                    |
| 1937–1938 | Shrewsbury Town         | 2–2                 | Swansea Town            |
| Omspel    | Shrewsbury Town         | 2–1                 | Swansea Town            |
| 1938–1939 | South Liverpool         | 2–1                 | Cardiff City            |
| 1939–1940 | Wellington Town         | 4–0                 | Swansea Town            |
| 1940–1946 | Andra världskriget      | Andra världskriget  | Andra världskriget      |
| 1946–1947 | Chester                 | 0–0                 | Merthyr Tydfil          |
| Omspel    | Chester                 | 5–1                 | Merthyr Tydfil          |
| 1947–1948 | Lovell's Athletic       | 3–0                 | Shrewsbury Town         |
| 1948–1949 | Merthyr Tydfil          | 2–0                 | Swansea Town            |
| 1949–1950 | Swansea Town            | 4–1                 | Wrexham                 |
| 1950–1951 | Merthyr Tydfil          | 1–1                 | Cardiff City            |
| Omspel    | Merthyr Tydfil          | 3–2                 | Cardiff City            |
| 1951–1952 | Rhyl                    | 4–3                 | Merthyr Tydfil          |
| 1952–1953 | Rhyl                    | 2–1                 | Chester                 |
| 1953–1954 | Fflint Town United      | 2–0                 | Chester                 |
| 1954–1955 | Barry Town              | 1–1                 | Chester                 |
| Omspel    | Barry Town              | 4–3                 | Chester                 |
| 1955–1956 | Cardiff City            | 3–2                 | Swansea Town            |
| 1956–1957 | Wrexham                 | 2–1                 | Swansea Town            |
| 1957–1958 | Wrexham                 | 1–1                 | Chester                 |
| Omspel    | Wrexham                 | 2–1                 | Chester                 |
| 1958–1959 | Cardiff City            | 2–0                 | Lovell's Athletic       |
| 1959–1960 | Wrexham                 | 1–1                 | Cardiff City            |
| Omspel    | Wrexham                 | 1–0                 | Cardiff City            |
| 1960–1961 | Swansea Town            | 3–1                 | Bangor City             |
| 1961–1962 | Wrexham                 | 3–0, 0–2            | Bangor City             |
| Omspel    | Bangor City             | 3–1                 | Wrexham                 |
| 1962–1963 | Borough United          | 2–1, 0–0            | Newport County          |
| 1963–1964 | Bangor City             | 2–0, 1–3            | Cardiff City            |
| Omspel    | Cardiff City            | 2–0                 | Bangor City             |
| 1964–1965 | Cardiff City            | 5–1, 0–1            | Wrexham                 |
| Omspel    | Cardiff City            | 3–0                 | Wrexham                 |
| 1965–1966 | Swansea Town            | 3–0, 0–1            | Chester                 |
| Omspel    | Swansea Town            | 2–1                 | Chester                 |
| 1966–1967 | Cardiff City            | 2–2, 2–1            | Wrexham                 |
| 1967–1968 | Cardiff City            | 2–0, 4–1            | Hereford United         |
| 1968–1969 | Cardiff City            | 3–1, 2–0            | Swansea Town            |
| 1969–1970 | Cardiff City            | 1–0, 4–0            | Chester                 |
| 1970–1971 | Cardiff City            | 1–0, 3–1            | Wrexham                 |
| 1971–1972 | Wrexham                 | 2–1, 1–1            | Cardiff City            |
| 1972–1973 | Cardiff City            | 0–1, 5–0            | Bangor City             |
| 1973–1974 | Cardiff City            | 1–0, 1–0            | Stourbridge             |
| 1974–1975 | Wrexham                 | 2–1, 3–1            | Cardiff City            |
| 1975–1976 | Cardiff City            | 3–3, 3–2            | Hereford United         |
| 1976–1977 | Shrewsbury Town         | 1–2, 3–0            | Cardiff City            |
| 1977–1978 | Wrexham                 | 2–1, 1–0            | Bangor City             |
| 1978–1979 | Shrewsbury Town         | 1–1, 1–0            | Wrexham                 |
| 1979–1980 | Newport County AFC      | 2–1, 3–0            | Shrewsbury Town         |
| 1980–1981 | Swansea City            | 1–0, 1–1            | Hereford United         |
| 1981–1982 | Swansea City            | 0–0, 2–1            | Cardiff City            |
| 1982–1983 | Swansea City            | 2–1, 2–0            | Wrexham                 |
| 1983–1984 | Shrewsbury Town         | 2–1, 0–0            | Wrexham                 |
| 1984–1985 | Shrewsbury Town         | 3-1, 2-0            | Bangor City             |
| 1985–1986 | Wrexham                 | 1–1                 | Kidderminster Harriers  |
| Omspel    | Wrexham                 | 2–1                 | Kidderminster Harriers  |
| 1986–1987 | Merthyr Tydfil          | 2–2                 | Newport County          |
| Omspel    | Merthyr Tydfil          | 1–0                 | Newport County          |
| 1987–1988 | Cardiff City            | 2–0                 | Wrexham                 |
| 1988–1989 | Swansea City            | 5–0                 | Kidderminster Harriers  |
| 1989–1990 | Hereford United         | 2–1                 | Wrexham                 |
| 1990–1991 | Swansea City            | 2–0                 | Wrexham                 |
| 1991–1992 | Cardiff City            | 1–0                 | Hednesford Town         |
| 1992–1993 | Cardiff City            | 5–0                 | Rhyl                    |
| 1993–1994 | Barry Town              | 2–1                 | Cardiff City            |
| 1994–1995 | Wrexham                 | 2–1                 | Cardiff City            |
| 1995–1996 | Llansantffraid          | 3–3                 | Barry Town              |
| 1996–1997 | Barry Town              | 2–1                 | Cwmbran Town            |
| 1997–1998 | Bangor City             | 1–1                 | Connah's Quay Nomads    |
| 1998–1999 | Inter Cardiff           | 1–1                 | Carmarthen Town         |
| 1999–2000 | Bangor City             | 1–0                 | Cwmbran Town            |
| 2000–2001 | Barry Town              | 2–0                 | TNS Llansantffraid      |
| 2001–2002 | Barry Town              | 4–1                 | Bangor City             |
| 2002–2003 | Barry Town              | 2–2                 | Cwmbran Town            |
| 2003–2004 | Rhyl                    | 1–0                 | Total Network Solutions |
| 2004–2005 | Total Network Solutions | 1–0                 | Carmarthen Town         |
| 2005–2006 | Rhyl                    | 2–0                 | Bangor City             |
| 2006–2007 | Carmarthen Town         | 3–2                 | Afan Lido               |
| 2007–2008 | Bangor City             | 4–2                 | Llanelli                |
| 2008–2009 | Bangor City             | 2–0                 | Aberystwyth Town        |
| 2009–2010 | Bangor City             | 3–2                 | Port Talbot Town        |
| 2010–2011 | Llanelli                | 4-1                 | Bangor City             |
| 2011–2012 | Cefn Druids             | 0-2                 | The New Saints          |
| 2012–2013 | Bangor City             | 1-3                 | Prestatyn Town          |
| 2013–2014 | The New Saints          | 3-1                 | Aberystwyth Town        |
| 2014–2015 | The New Saints          | 2-0                 | Newtown                 |
| 2015–2016 | The New Saints          | 2-0                 | Airbus UK Broughton     |
| 2016–2017 | Bala Town               | 2-1                 | The New Saints          |
| 2017–2018 | Connah’s Quay Nomads    | 4-1                 | Aberystwyth Town FC     |
| 2018–2019 | The New Saints          | 3-0                 | Connah’s Quay Nomads    |

1. 1 2 3 4  Vinst på straffar.